# Соболівка (Бучанський район)
Соболі́вка — село в Україні, у Макарівській селищній громаді Бучанського району Київської області. Відстань до центру громади — 27 км, до обласного центру — 79 км.
Площа населеного пункту — 72 га. Населення становить 55 осіб, кількість домогосподарств — 95.
Хутір Соболева значиться на карті Шуберта 1868 року. 1875 року Кодру, Буду і Соболівку купив С. Т. Єремєєв.
У роки німецько-радянської війни загинуло 17 жителів села.